# Mercatale in Val di Pesa
Mercatale in Val di Pesa est un village italien situé dans la municipalité de San Casciano in Val di Pesa dans la province de Florence, en Toscane.

## Histoire
L'origine du site est liée au développement économique des lieux dans le fond de la vallée ou près des routes sur lesquelles les échanges commerciaux entre les populations rurales avaient lieu dans le bas Moyen Âge. Cette origine n'est pas seulement prouvée par le nom de ce village, le mot (en italien : mercato) signifie en fait marché, mais aussi par la forme de la place la plus importante qui ressemble à un trapèze. Les espaces où les marchés avaient lieu étaient traditionnellement caractérisés par cette forme. Une structure similaire peut être observée à Greve in Chianti, une localité dont l'origine était le marché de Montefioralle.
Le village est né de l'initiative du podest du château proche de Montecampolese, qui en 1237 a fait construire une place publique dans une localité connue sous le nom d' « il Beccamorto ». Mercatale est aussi souvent mentionné dans la Chronique écrite entre 1367 et 1370 par Donato Velluti. En 1592 un oratoire a été construit sur la place.
Pendant les siècles suivants la population a continué à augmenter et cela a causé l'abandon définitif du centre primitif de Montecampolese situé sur les collines. L'église de la paroisse a été transférée dans l'oratoire de la place principale seulement le 12 juin 1786.
Aujourd'hui l'église de Santa Maria se trouve sur la place principale. Son aspect actuel est dû à nombreuses restaurations, dont la dernière a été complétée en 1964.
À gauche se trouve la Villa Nunzi, qui a été construite par la famille Strozzi et qui se caractérise par sa structure en forme de trapèze et par deux petites tours placées aux extrémités. Dans les années 80 Mercatale a été surnommée « la petite Russie », parce que la population presque tout entière était inscrite au Parti communiste italien.

### Personnages
À Mercatale est né Giuliano Dami, aventurier du XVIIIe siècle et amant du grand-duc Jean-Gaston de Médicis. Le village a été, il y a peu de temps, mentionné dans des articles concernant la criminalité italienne car à Mercatale vivait Pietro Pacciani, accusé d'être l'un des auteurs des crimes du monstre de Florence.

## Sites et monuments
Château du Pelagio
Église de Sainte-Marie (Chiesa di Santa Maria)
Située sur la place principale, elle a une nef unique. À l'intérieur sont conservées les sinopia de certains fresques de la région, parmi lesquelles l'une du Maestro della Crocifissione Grigg.
Villa Nunzi
Située à côté de l'église de Santa Maria, elle a été construite par la famille Strozzi et achetée par la famille Del Corno à la fin du XVe siècle. La villa est en forme de trapèze; elle a deux petites tours symétriques jointes par deux ailes perpendiculaires donnant sur un jardin muré.

### Autour du village
Église de Sant'Andrea à Luiano
L'église date du XIIe siècle. Elle est l'exemple le plus important de l'architecture romane dans la municipalité de San Casciano in Val di Pesa. C'est à côté de cette église qu'est situé l'oratoire de San Biagio, qui présente une porte intérieure très précieuse construite en pierre au XVIe siècle.
Villa Luiano
L'origine du nom "Luiano" est l'expression latine Lucas Jani (la forêt de Janus). La villa, construite au XVIe siècle, est un bel exemple d'une villa toscane de campagne. Elle a une structure simple et une porte en style bugnato. À l'intérieur il y a un cloître dans lequel est située une chapelle dédiée à San Giuliano. Dans le passé la villa a appartenu aux familles Mellini, Borromeo et Strozzi.
Tabernacle des Strozzi
Il a été construit au XVe siècle par la famille Strozzi qui était déjà propriétaire de la villa voisine de Caserotta. Il contient une peinture sur la piété parmi des saints et des anges réalisée par l'artiste Agnolo Bronzino.
Chapelle des Peppoli
La chapelle des Peppoli est située près de la route entre Mercatale et le château de Gabbiano. La chapelle a été construite au XVIe siècle par la famille Cerchi, qui l'ont dédiée à la bienheureuse Umiliana de' Cerchi.
La chapelle présente des caractéristiques typiques de la fin du XVIe siècle. Sur la façade, il y a un porche supporté par deux colonnes d'ordre toscan en pierre. Aux côtés de la façade il y a deux lésènes; au centre il y a le portique avec sa corniche en pierre et aux côtés se trouvent deux petites fenêtres. Plus haut on peut admirer le monogramme de San Bernardino de Sienne. Dans chacune des parois latérales, il y a deux oculus avec des corniches en pierre. Aujourd'hui la chapelle est abandonnée et des signes de détérioration sont visibles à l'intérieur et à l'extérieur du bâtiment.
Chapelle des Marcellini
La chapelle était jointe à la villa des Marcellini et est située sur la route entre Mercatale et les Quattro Strade.
La villa des Marcellini existait déjà au début du XVe siècle, mais la chapelle a été construite après 1669. C'est durant cette année que les Buontalenti, les descendants de l'architecte Bernardo, sont devenus les propriétaires de la villa.
Cofferi
Petit bourg sur la petite place duquel se trouve l'église de San Martino datant au XIIe siècle.
Ispoli
C'est dans cette localité où se trouve la ferme qui appartenait à la famille Machiavelli dans le passé. Sur la façade, on peut toujours observer leur emblème. Avant, c'était une maison noble; aujourd'hui, c'est une ferme de produits biologiques. La façade donnant sur la route principale et la tour d'angle présentent des caractéristiques de l'architecture médiévale.
Santa Lucia
Il y a deux lieux qui s'appellent comme ça:
a) Santa Lucia Vecchia: c'est probablement là-bas où se trouvait le château de Ligliano, qui a été mentionné dans un acte de donation à l'abbaye de Montescalari datant du XIIe siècle. Aujourd'hui il y a une ville construite au XIXe siècle qui présente une petite tour ouverte par une fenêtre à lancette. Près de la villa, il y a une chapelle, qui a probablement été construite au même endroit où avant se trouvait l'église de Santa Lucia à Ligliano. L'église a été mentionnée pour la première fois en 1213 et détruite en 1480.
b) Santa Maria Nuova: en 1014 elle appartenait à l'abbaye de Passignano. Aujourd'hui il y a une villa de forme rectangulaire avec une petite tour ouverte par une fenêtre trilobée du côté long, alors que du côté court elle est ouverte par une fenêtre jumelée. Devant la villa, il y a l'oratoire de Santa Lucia, qui a été construit en 1614, comme on peut le lire dans une épigraphe située à l'intérieur. Le bâtiment n'a qu'une nef.

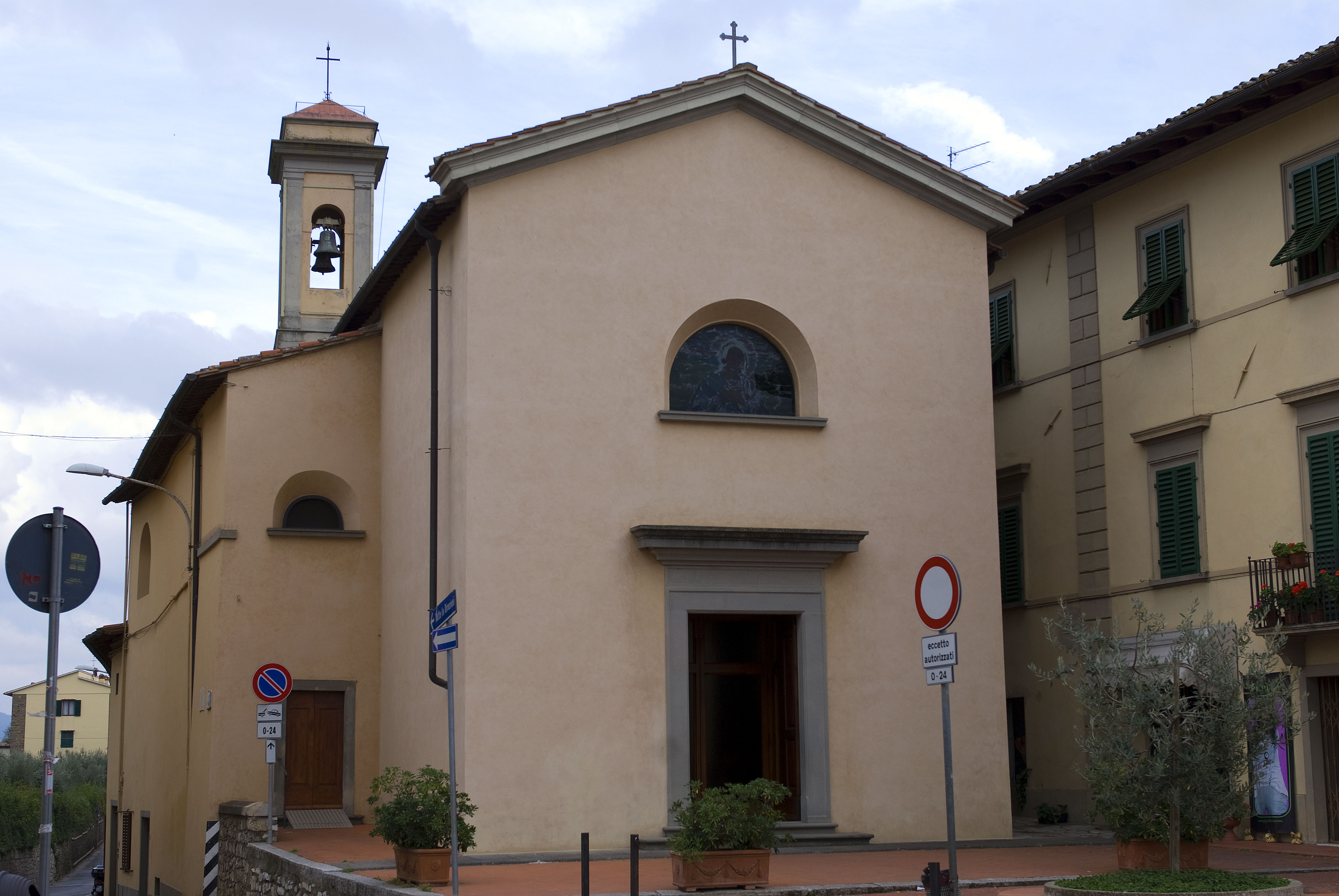
Église de Sainte-Marie
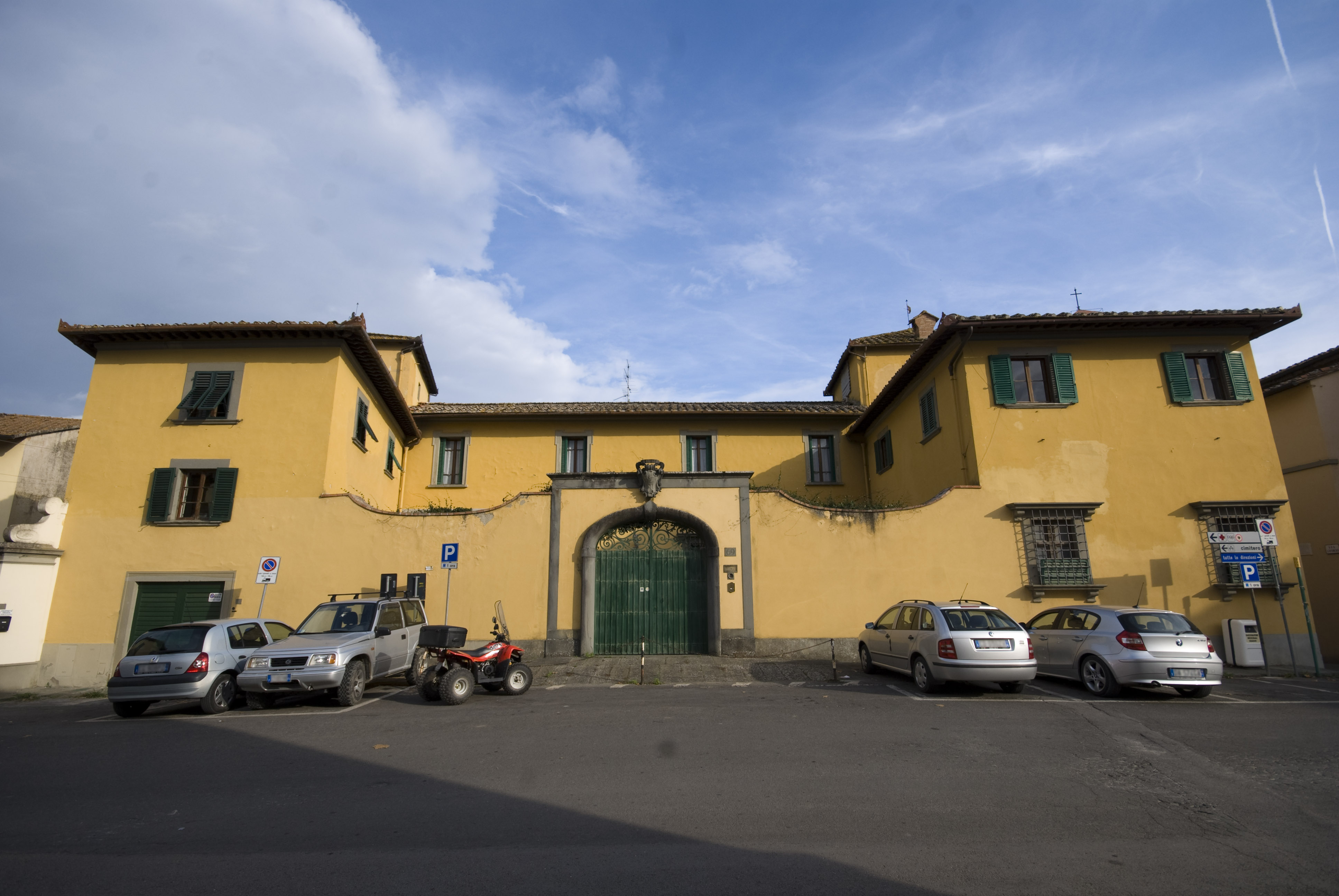
Villa Nunzi